# Czupel (654 m)
Czupel, Cupel – na mapach zaznaczony jako szczyt z wysokością 654 m lub 657 m, w rzeczywistości jest to tylko ostre załamanie grani w północno-zachodniej części grupy Grupy Magurki Wilkowickiej w Beskidzie Małym. Jego stoki południowe i zachodnie stoki opadają w stronę Straconki (dzielnicy Bielska-Białej). W przewodniku „Beskid Mały” opisany jest jako Cupel.
Czupel jest porośnięty lasem, ale na lotniczej mapie Geoportalu widać, że na dużej części jego grzbietu i stoków jest to młody las zarastający trawiaste dawniej tereny. Na południowym stoku Czupla do lat 80. XX wieku znajdowały się kamieniołomy Straconka. Ich początki sięgały połowy XVIII wieku, a eksploatacja na skalę przemysłową rozpoczęła się pod koniec XIX wieku. Wydobywany tu kamień został użyty m.in. przy wykańczaniu elewacji katedry św. Mikołaja w Bielsku-Białej oraz przy budowie tunelu kolejowego w tym mieście. Kamieniołomy zaprzestały działalności w latach 1975–1981.
Czupel znajduje się w wydzielonym obszarze leśnym w granicach wsi Kozy w województwie śląskim, w powiecie bielskim, w gminie Kozy.

## Szlaki turystyczne
Mały Szlak Beskidzki na odcinku: Bielsko-Biała Straconka – Czupel – Groniczki – Kopce – Przełęcz u Panienki – Chrobacza Łąka – Zasolnica – zapora Porąbka.